# DJ Taucher

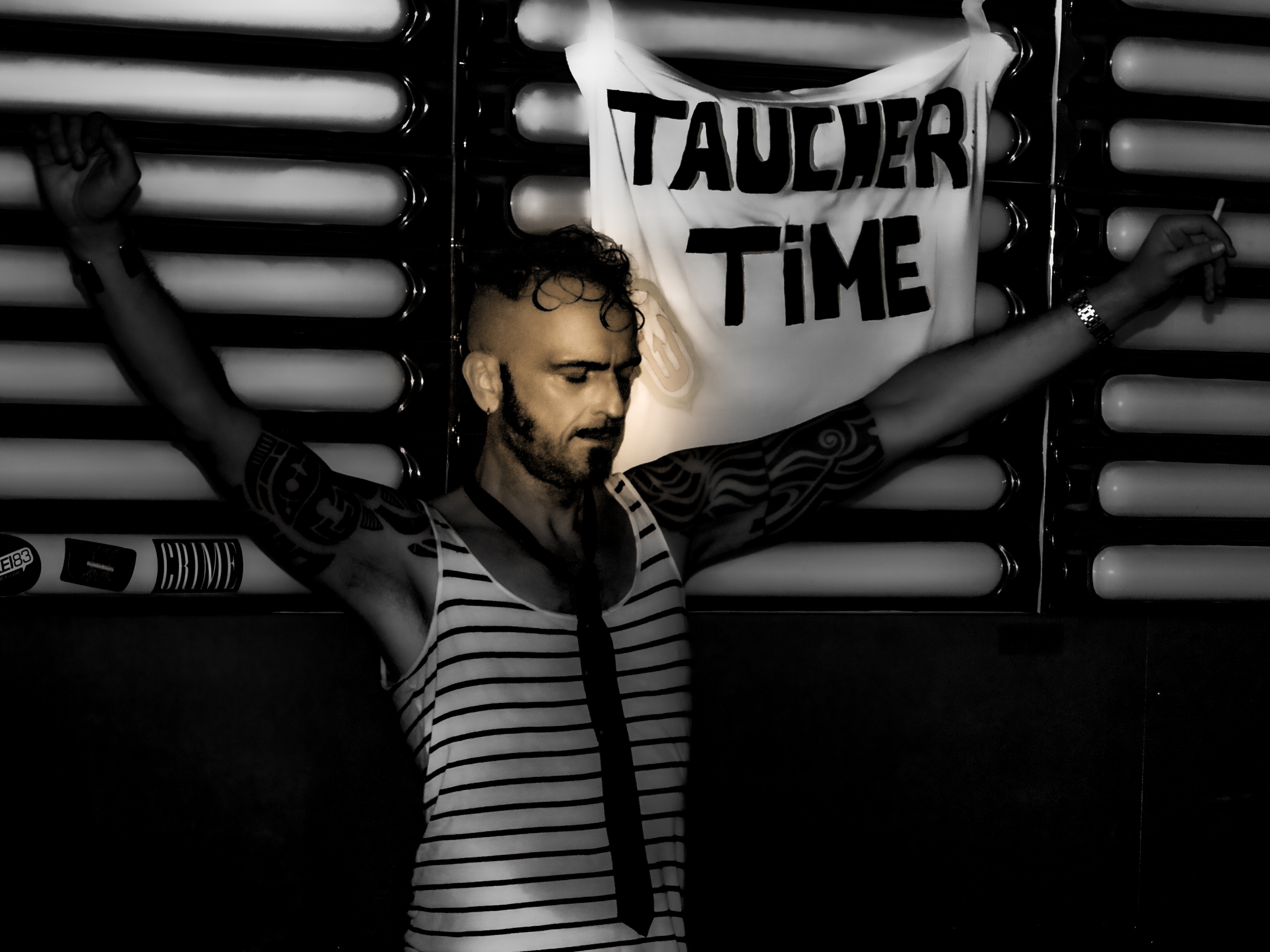
DJ Taucher (2013)

DJ Taucher (* 20. Februar 1966 in Bischofsheim (Hessen); bürgerlich Ralph Armand Beck) ist ein deutscher Trance-DJ und Musikproduzent. Er ist für seine exzentrischen Auftritte und kommerziellen Erfolge bekannt. Der Künstlername entstand 1991, als er im Taucheranzug Einlass in die Frankfurter Diskothek Omen fand und Sven Väth unbeeindruckt von der Verkleidung nüchtern feststellte „Achja, da ist ja der Taucher“. Zu Beginn seiner Karriere legte er stets im Taucheranzug auf.

## Szenekontakt
Bevor der ehemalige Zeitsoldat Beck (er bezeichnet sich selbst als Hobby-Psychologe) im Jahr 1992 den Schritt hinter die Turntables machte, organisierte er eigene Partys. Er verteilte Flyer, klebte Plakate und sorgte mit außergewöhnlichen Dekorationsideen, Video-Animationen, Leinwand-Projektionen und ungewöhnlichen Ausgehzeiten für neue Impulse in den Feier-Zentren des Rhein-Main-Gebietes. So veranstaltete er zum Beispiel sonntags in Mainz sein „Technofrühstück“. Um in die Frankfurter Techno-Diskothek Omen zu kommen, zog er eine komplette Tauchermontur an und begann bald darauf erstmals selbst aufzulegen.
Bis zu zehnmal am Abend wechselte er sein Outfit (Taucheranzug, Hochzeitskleid, Fantasy-Kleidung, Fallschirmspringerkostüm) auf den Partys, die er organisierte. Als 1998 der Doping-Skandal bei der Tour de France seinen Höhepunkt erreichte, legte er in einem Trikot des Festina-Teams im Dorian Gray auf. Einige seiner Stationen als Partyveranstalter waren das M in Mainz, die Wartburg in Wiesbaden, das OXO in Taunusstein und die Music Hall in Frankfurt.

## Produzent
Taucher produziert seine eigenen Stücke zusammen mit Torsten Stenzel, den er ebenfalls 1992 kennenlernte. Bekannt wurde Torsten Stenzel mit dem Projekt N.U.K.E. durch die Single Nana, die in mehreren europäischen Charts oberste Plätze belegte. Tauchers erste eigene Maxi Atlantis wurde 1993 unter Ravern populär. Mit dem Taucher-Remix zur Single Ayla feierten Taucher und Stenzel 1995 auch ihren kommerziellen Durchbruch als Trance-Remix-Duo. In der Folgezeit bekamen die beiden Remix-Aufträge von Scooter, Faithless, Robert Miles, Cherrymoon Trax, Culture Beat und weiteren internationalen Projekten. Das Material hat Taucher später in zwei Doppel-Compilations unter dem Titel Life Is a Remix als Sampler veröffentlicht.
Seit Oktober 2007 produziert er für den Radiosender Radio Aktiv-FM die Sendung Adult Music – eine Sendung, in der er „adulte (‚erwachsene‘) elektronische Musik“ spielt, im Gegensatz zu mainstreamkompatiblem Trance.

## Allgemein
DJ Taucher trat unter anderem auf Loveparades und größeren Raves auf und tourt regelmäßig durch Asien, Australien und Südamerika. Er kehrte als einer der ersten DJs den Plattenspielern den Rücken und wandte sich den neuen Möglichkeiten des digitalen Auflegens zu. Dabei verwendet er die DJ-Software Traktor und einen Traktor Control S8 von Native Instruments als Hardwaremixer sowie ein MacBook Pro. Auf Twitch hat er einen eigenen Kanal (Taucher66), wo er mehrmals in der Woche kostenlos Adult-Music streamt.
Er lebt in der Nähe von Mainz auf einem umgebauten Bauernhof.

## Diskografie (Auszug)
| Interpret          | Titel                  | Jahr       |
| ------------------ | ---------------------- | ---------- |
| Ayla               | Ayla                   | 1995       |
| Legend B           | Lost in Love           | 1995, 1997 |
| Scooter            | I’m Raving             | 1996       |
| Culture Beat       | Pay No Mind            |            |
| Cherrymoon Trax    | The House of House     |            |
| Allnighters        | Black Is Black         |            |
| Dark A.T.8         | Slave to the Rhythm    |            |
| Mister Propper     | Who’s That Spell       |            |
| Sosa               | The Wave               | 1997       |
| CM                 | Dream Universe         | 1997       |
| Talla 2XLC         | Is Anybody Out There?  | 1997       |
| DJ Jan             | X/Santo                | 1997       |
| Aqualite           | The Outback            | 1998       |
| T2                 | 8:15 to Nowhere        | 1998       |
| Sosa               | Accelerator            | 1998       |
| Faithless          | God Is a DJ            | 1998       |
| Pascal Dollé       | Thunderstorm           | 1998       |
| Love Loop          | Fahrenheit             | 1998       |
| Dea Li             | Calling the Angels     |            |
| Marc & Claude      | La                     |            |
| Nostrum            | Brainchild             |            |
| Nostrum            | Transsimulation        |            |
| The Launching Site | Train of Thoughts      |            |
| M                  | Soir La Nuit           |            |
| TCP                | Loving You             |            |
| XENAYO             | Hear That Voice        |            |
| Praga Khan         | Injected With a Poison |            |
| Micorworld         | To the Moon            |            |
| Plastic            | Addicted               |            |

| Interpret                     | Titel                         | Jahr |
| ----------------------------- | ----------------------------- | ---- |
| Taucher                       | Atlantis                      | 1993 |
| Taucher                       | Happiness                     | 1993 |
| Taucher                       | Fantasy                       | 1994 |
| Taucher                       | Infinity                      | 1995 |
| Taucher                       | Waters                        | 1995 |
| Taucher                       | Miracle                       | 1996 |
| Taucher                       | Atlantis ’97                  | 1997 |
| Taucher vs. Talla 2XLC        | Together                      | 1997 |
| Taucher Joins Mario de Bellis | Reach Out                     | 1998 |
| Red Light District            | Did You Hear Me?              | 1998 |
| Talla Battles Taucher         | Nightshift                    | 1999 |
| Taucher vs. Talla             | Together '99                  | 1999 |
| Taucher                       | Bizarre                       | 1999 |
| Taucher                       | Bizarre/Child of the Universe | 1999 |
| Taucher                       | Science Fiction               | 2000 |
| Taucher                       | Pictures of a Gallery         | 2001 |
| Taucher                       | Millennium Bitch              | 2002 |
| Vision & Taucher              | Fat Friday                    | 2005 |
| Taucher & Zigon               | Cuba Libre                    | 2005 |
| Taucher                       | Just Like You                 | 2009 |
| Taucher                       | Paris                         | 2009 |
| Taucher                       | Mach dich mal locker          | 2009 |

| Compilation                | Label | Jahr |
| -------------------------- | ----- | ---- |
| Life Is a Remix – Phase I  | Scuba | 1999 |
| Life Is a Remix – Phase II | Scuba | 2001 |

| Compilation       | Label       | Ort               |
| ----------------- | ----------- | ----------------- |
| Poison in the Mix | Poison Club | Düsseldorf        |
| Technoclub 1      | Sony        | Frankfurt am Main |
| Technoclub 3      | Sony        | Frankfurt am Main |
| Technoclub 6      | Sony        | Frankfurt am Main |

| Interpret | Titel              | Jahr |
| --------- | ------------------ | ---- |
| Taucher   | Return to Atlantis | 1996 |
| Taucher   | Ebbe & Flut        | 2001 |
| Taucher   | Progression Vol. 1 | 2005 |
| Taucher   | Progression Vol. 2 | 2008 |
| Taucher   | Adult Music Vol. 1 | 2008 |